# Liste des cimetières de Hong Kong

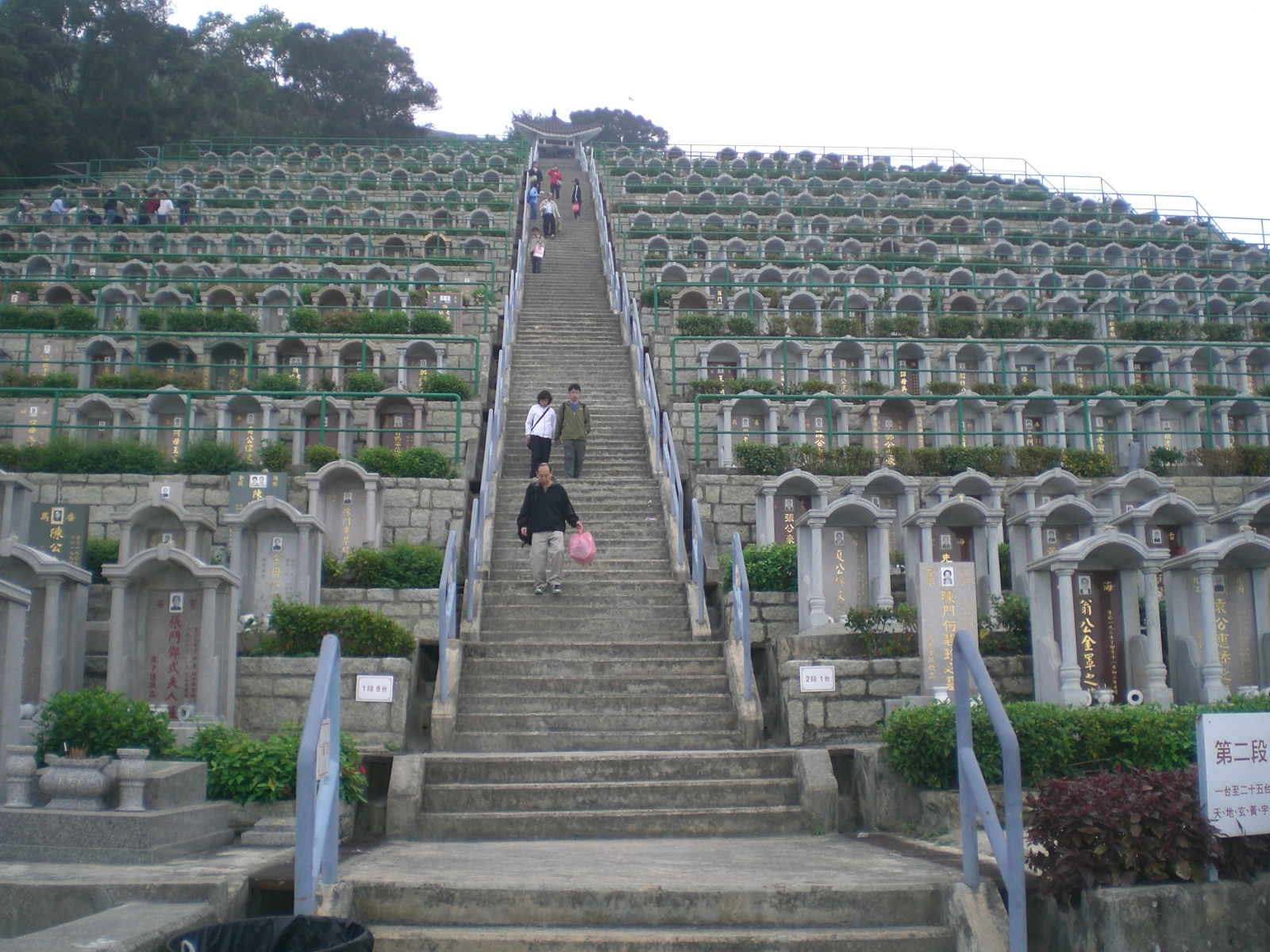

Liste des cimetières de Hong Kong

## Île de Hong Kong
- Cimetière permanent chinois d'Aberdeen
- Cimetière permanent chinois du cap Collinson (en)
- Cimetière militaire du cap Collinson - Réservé aux soldats de l'armée britannique à Hong Kong, ce cimetière était également géré par la Commission des sépultures de guerre du Commonwealth
- Cimetière musulman du cap Collinson
- Cimetière musulman de Chai Wan
- Cimetière de Chiu Yuen (en), Mont Davis – Cimetière privé du clan Hotung
- Cimetière militaire gurkha - Construit sur Cassino Line (actuelles casernes de San Tin) à Sha Tin dans le district de Yuen Long
- Cimetière catholique de la Sainte Croix
- Cimetière bouddhiste de Hong Kong
- Cimetière de Pok Fu Lam Road de l'union des églises chrétiennes de Hong Kong
- Cimetière de guerre de Sai Wan – La plupart des morts de la Seconde Guerre mondiale à Hong Kong et en Asie de l'Est y sont enterrés.
- Cimetière militaire de Stanley – Non seulement l'un des principaux cimetières militaires de Hong Kong, mais aussi l'un des derniers champs de la bataille de Hong Kong de 1941.

### Happy Valley

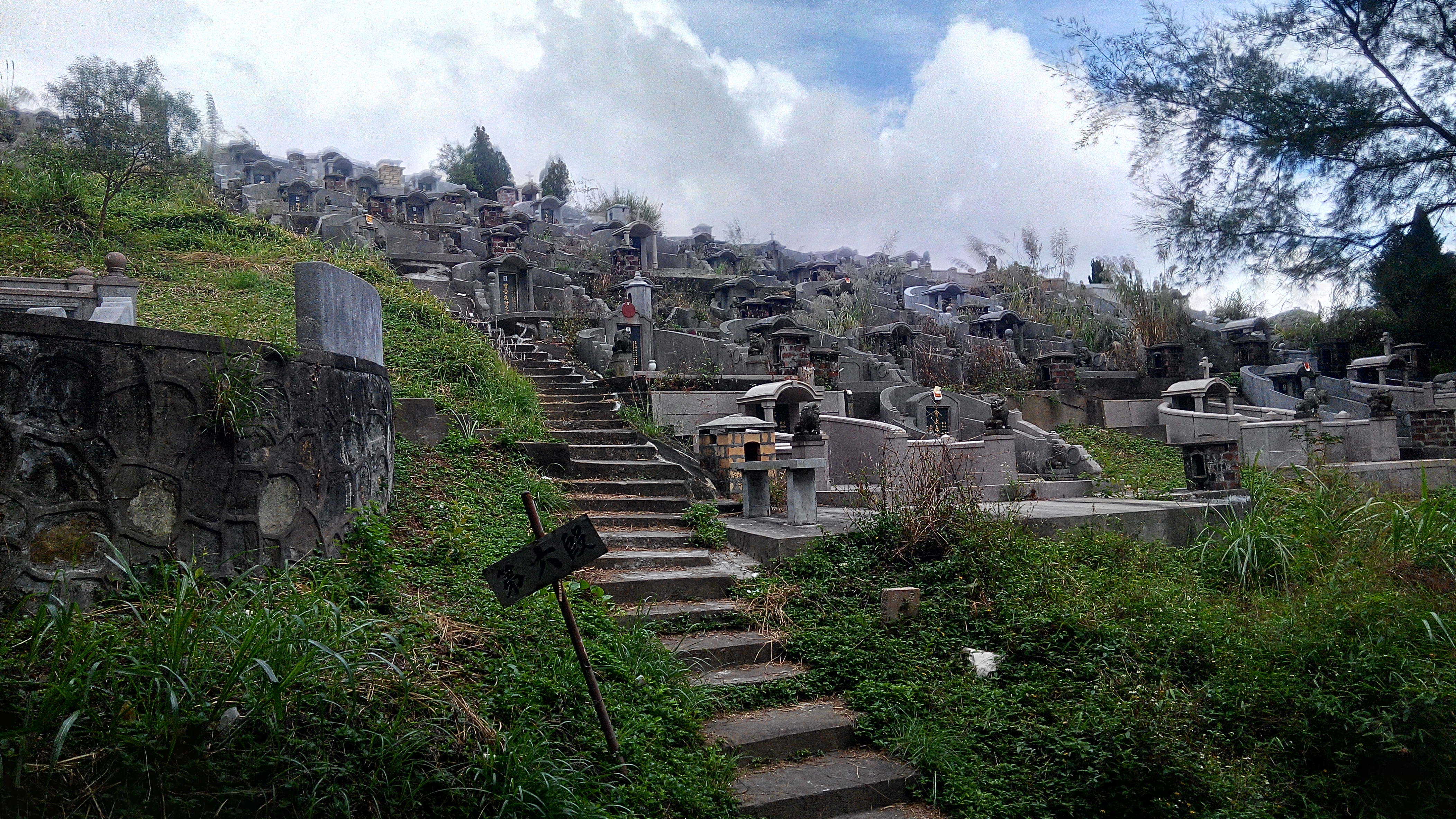
Cimetière de Heung Shek

- Cimetière juif de Happy Valley (en) - Ouvert vers 1855 et racheté par la famille Sasson.
- Cimetière musulman de Happy Valley
- Cimetière hindou de Happy Valley - Ouvert dans les années 1880 et comprend un temple hindou.
- Cimetière de Hong Kong – Le plus ancien cimetière occidental de Hong Kong.
- Cimetière parsi de Hong Kong - Ouvert vers 1852.
- Cimetière catholique Saint-Michel

## Kowloon et New Kowloon
- Cimetière chrétien chinois - District de Kowloon City
- Cimetière catholique de Saint-Raphaël - Cheung Sha Wan (en)

## Nouveaux Territoires
- Jardin Gallant (en) - Cimetière des fonctionnaires décédés en service
- Cimetière de Heung Shek
- Cimetière de la colline Po Fook
- Cimetière chinois permanent de Tseung Kwan O (en)
- Cimetière chinois permanent de Tsuen Wan
- Cimetière public de Wo Hop Shek (en) - Le plus grand de Hong Kong.
- Centre chrétien de Tao Fong Shan